# Castilleja tayloriorum
Castilleja tayloriorum är en snyltrotsväxtart som beskrevs av Noel Herman Holmgren. Castilleja tayloriorum ingår i släktet målarborstar, och familjen snyltrotsväxter. Inga underarter finns listade i Catalogue of Life.